# Стефановиці (Великопольське воєводство)
Стефановиці (пол. Stefanowice) — село в Польщі, у гміні Збоншинь Новотомиського повіту Великопольського воєводства.
Населення — 199 осіб (2011).
У 1975-1998 роках село належало до Зеленоґурського воєводства.

## Демографія
Демографічна структура станом на 31 березня 2011 року:
|          | Загалом | Допрацездатний вік | Працездатний вік | Постпрацездатний вік |
| -------- | ------- | ------------------ | ---------------- | -------------------- |
| Чоловіки | 95      | 24                 | 64               | 7                    |
| Жінки    | 104     | 19                 | 67               | 18                   |
| Разом    | 199     | 43                 | 131              | 25                   |